# Basile Bouchon

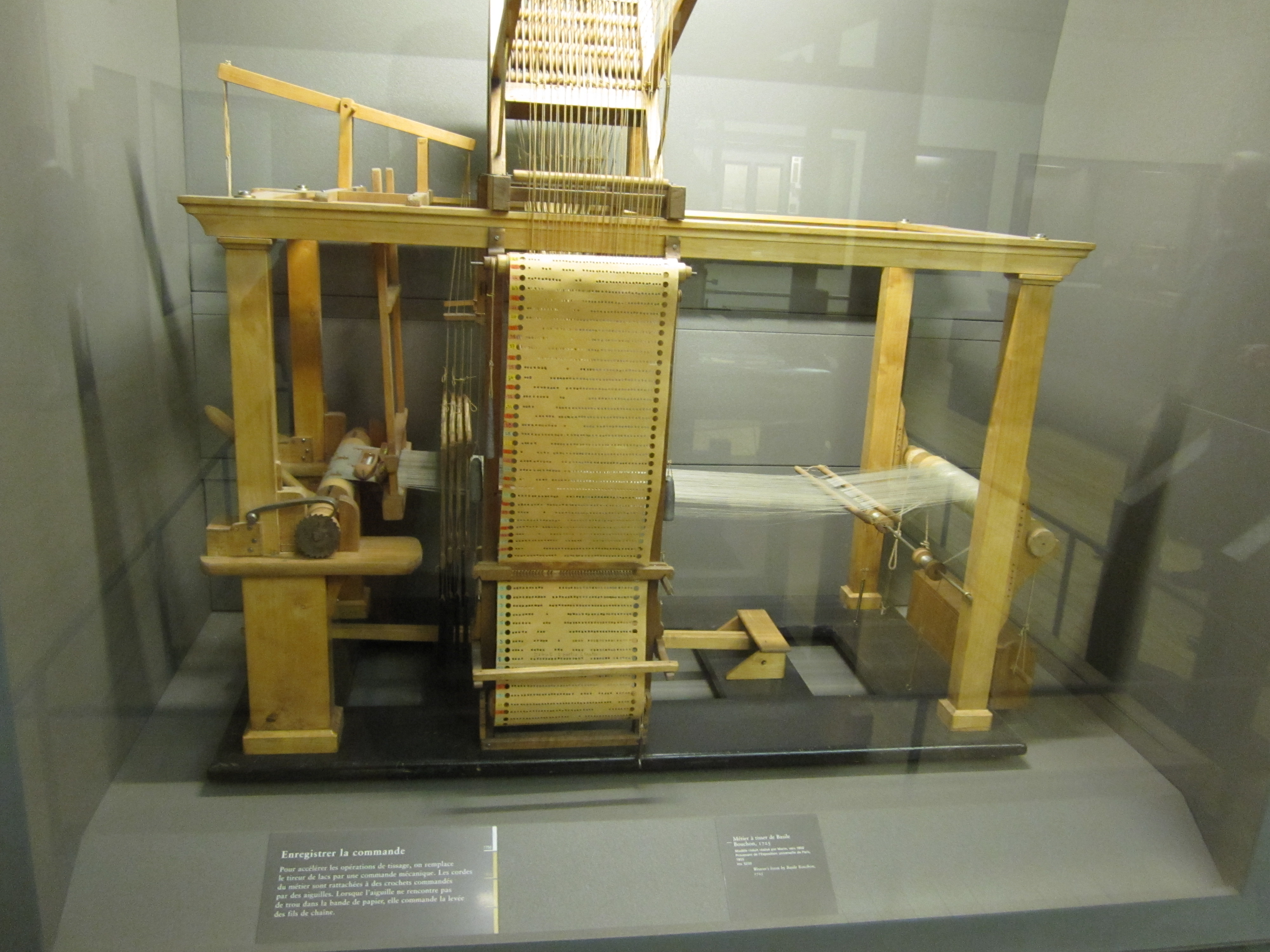
Telar de Basile Bouchon de 1725, expuesto al Musée des artes te métiers en París.

Basile Bouchon (o Boachon) es el inventor del telar semiautomático.
El 1725, este inventor francés usa una cinta perforada para programar un telar. Obrero de Lyon e hijo de un fabricante de órganos, adapta el concepto de los mecanismos de relojería utilizados en las cajas de música a la tarea repetitiva de un telar.
Este invento será perfeccionado el 1728 por su asistente, Jean-Baptiste Falcon, que utilizará una serie de tarjetas perforadas ligadas entre ellas.
Este será retomado el 1801 por Joseph Marie Jacquard, que será célebre con el telar de Jacquard.
El principio de la tarjeta perforada fue retomado por Herman Hollerith, el inventor de la mecanografía, a finales del siglo XIX.

## Funcionamiento y impacto de su invento
Podemos hablar de que el invento de Bouchon es el primer telar "programable", en el que unas tiras de cartón con perforaciones, que podían ser muy largas y complejas, controlaban directamente el dibujo que hacía el telar en la prenda.
Donde había un agujero podía pasar una aguja con un hilo de un color determinado y donde no había no, es decir, los agujeros hacían la misma función que la que realizan actualmente códigos binarios como los ceros y unos en la codificación de información en, por ejemplo, un ordenador. Podemos hablar, por tanto, de uno de los primeros procesos de almacenamiento de información. Este desarrollo se considera la primera aplicación industrial de una máquina semiautomática. Era similar al piano roll desarrollado a finales del siglo XIX y puede haber sido inspirado en patrones que tradicionalmente se dibujaban en papel gráfico.
Así Bouchon adaptó el concepto de los autómatas musicales controlados por cilindros enganchados a la tarea repetitiva de tejer y automatizó parcialmente el tedioso proceso de montaje del telar de dibujo haciendo que un operario debiera levantar los hilos de urdimbre utilizando cordones, inventando un adjunto para los telares, que utilizaban una amplia tira de papel perforado para seleccionar los hilos de urdimbre que se levantarían durante el tejido.
Pese a sus ventajas, la invención de Bouchon no tuvo demasiado éxito porque el número de agujas no era suficiente para permitir el tejido de grandes diseños. Además, la utilización de un rollo de papel no era muy práctica.
Este proceso más adelante evolucionará con las nuevas versiones del invento de Bouchon que realizarán Jean-Baptiste Falcon o Joseph Jacquard, todos ellos haciendo grandes avances no sólo por la industria textil, sino también por la computación tal y como la conocemos hoy en día. En el caso de Baptiste Falcon, ayudante de Bouchon, tres años más tarde, en 1728, mejoró la máquina, ampliando el número de cables que se podían manejar disponiendo los agujeros en filas. También reemplazó el rollo de papel por un conjunto de tarjetas perforadas unidas entre sí en un bucle sin fin, lo que permitió cambiar el programa rápidamente. Cada tarjeta de perforación controlaba un solo gancho o aguja. El sistema de Falcon era superior porque las cartas rasgadas podían ser fácilmente reemplazadas, mientras que el sistema de Bouchon requería que se reprodujeran rollos enteros si se hacía un rollo inutilizable. El telar de Bouchon y Falcon era semiautomático y requería la alimentación manual del programa.
Aunque los telares de Bouchon y Falcon eliminaron errores en el levantamiento de hilos, todavía necesitaban un operador adicional (o incluso dos de ellos) para operar. El telar de Bouchon y Falcon tuvo un éxito modesto: unos 40 telares de este tipo habían sido vendidos en 1762. El primer intento de automatización completa fue realizado por Jacques Vaucanson en 1745, tampoco muy exitoso. Otros inventores como Regnier también contribuyeron a la automatización del tejido; sin embargo ninguno de los intentos tuvo un éxito total, hasta que, en 1805 se produjo el telar de Jacquard, ampliamente acertado.